# Nick de Bruijn
Nick de Bruijn (ur. 21 lutego 1987 roku w Schiedam) – holenderski kierowca wyścigowy.

## Kariera
De Bruijn rozpoczął karierę w międzynarodowych wyścigach samochodowych w 2005 roku od startów w Formule BMW ADAC, gdzie trzykrotnie stawał na podium. Z dorobkiem 109 punktów został sklasyfikowany na piątej pozycji w końcowej klasyfikacji kierowców. W późniejszych latach Holender pojawiał się także w stawce Dutch Winter Endurance Series, Światowego Finału Formuły BMW, Międzynarodowej Formuły Master, Tri-City Speedway Late Model Stocks, NASCAR Camping World Series East oraz European Le Mans Series.